# Neocyamus physeteris
Espèce
Neocyamus physeteris est une espèce de crustacés amphipodes de la famille des Cyamidae, les « poux des baleines ».
Spécifique au cachalot chez lequel il est le plus commun des parasites, il est trouvé chez toutes les populations, et est parfois lui-même porteur d'épizoaires comme le cirripède Conchoderma virgatum,. Il n'atteint que les femelles et les jeunes, les grands mâles étant porteurs de Cyamus catodontis.

## Taxinomie
L'espèce fut décrite par Georges Pouchet en 1888 sous le protonyme de Cyamus physeteris.